# Ancylolomia felderalla
Ancylolomia felderalla là một loài bướm đêm trong họ Crambidae.